# Kurt Kristensen
Kurt Kristensen (født 31. marts 1933 i Randers) er en dansk psykolog, der er pioner inden for uddannelse af børn og unge med særlige behov, herunder børn og unge med handicap.

## Uddannelse
Kurt Kristensen blev student (Birkerød Statsskole) i 1952 og tog lærereksamen (Århus Seminarium) i 1956. Han blev uddannet tale- hørepædagog (Århus Taleinstitut) samme år og videreuddannet som skolepsykolog i 1960 (Danmarks Lærerhøjskole). Endelig blev han dr. med. 1972 (Københavns Universitet).

## Faglig karriere
Kurt Kristensens arbejdsliv har  såvel i nationalt regi, som i internationalt regi været koncentreret om børn med særlige behov. Som ledende skolepsykolog i Herning (1958-66) var Kurt Kristensen i 1961 initiativtager til det første undervisningscenter for børn med svære handicap i folkeskolen. Han var desuden initiativtager til og første formand for Den Pædagogiske Central i Herning, senere Amtscentralen for Undervisningsmidler 1963-66.
Kurt Kristensen var derefter forstander for Blindeinstituttet på Refsnæs (1966-72), hvor han medvirkede til, at alle blinde børn med støtte kunne undervises i Folkeskolen. Blandt andet ved at gøre Blindeinstituttet til et center, der kunne give konsulentbistand til alle blinde og svagtseende børn og unge i Danmark. Instituttet hedder i dag Synscenter Refsnæs. 
Fra 1972 til 1983 var han udsendt af Udenrigsministeriet for sammen med hustru Kirsten Kristensen at assistere ved opbygningen af undervisningen for børn og unge med handicap i Tunesien og for at assistere ved oprettelsen af en speciallærerhøjskole i Tunesien for fransk- og arabisktalende.
Som skoledirektør i Hobro Kommune (1977-83) etablerede Kurt Kristensen bl.a. den første ungdomsgarantiordning i Danmark og landets første produktionsskole (Hobro Produktionshøjskole)
I 1983 flyttede Kurt Kristensen til Kenya, hvor han var chefrådgiver (1983-92) ved opbygningen af Kenya Institute of Special Education. Efterfølgende var han chefrådgiver (1992-1998) ved opbygningen af Uganda National Institute of Special Education. Fra 1998-2008 har han været freelance-konsulent i specialpædagogik for en række afrikanske lande.
Han har været konsulent for bl.a. UNESCO, UNICEF og en række Non Governmental Organizations (NGO'er) i spørgsmål om specialundervisning/inkluderende undervisning af børn og unge med særlige behov. Han har modtaget en række priser, bl.a. N.E. Bank-Mikkelsen-Prisen sammen med sin kone Kirsten Kirstensen i november 2011.
Kurt Kristensen flyttede sammen med sin kone Kirsten tilbage til Danmark i 2012.
Kurt Kristensen er optaget i Kraks Blå Bog.